# Universität Sorbonne Paris-Nord

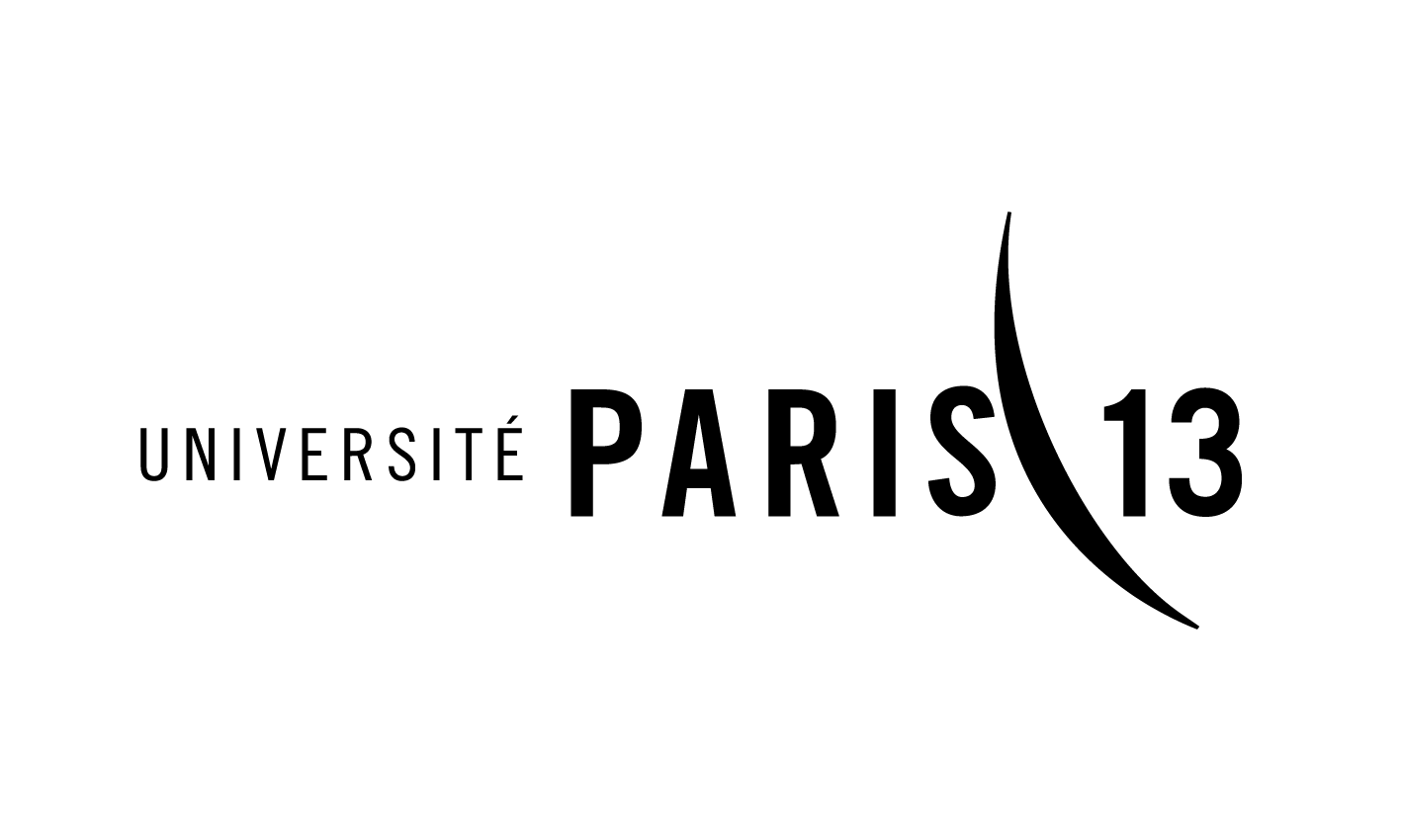
Ehemalige Logo der Universität

Die Universität Sorbonne Paris-Nord wurde 1970 als Universität Paris XIII (französisch Université Paris 13 Nord; UP13) gegründet. Sie ist eine der 13 Nachfolgeinstitutionen der alten Universität von Paris. Seit 2020 trägt sie den Namen Universität Sorbonne Paris-Nord (französisch Université Sorbonne Paris Nord).
Sie ist eine Volluniversität mit drei Campus im Norden der französischen Hauptstadt: Villetaneuse, Saint-Denis und Bobigny. Im Studienjahr 2004/05 waren an der Hochschule 21.039 Studenten eingeschrieben.
Mit der Universität Paris VIII, dem Conservatoire National des Arts et Métiers (CNAM) und einigen weiteren Einrichtungen bildet sie den sogenannten Wissenschafts- und Technologiepol Nord-Nordost-Île-de-France (Pôle scientifique et technologique nord nord-est francilien).